# Григоров, Сергей Иванович
Сергей Иванович Григоров (род. 4 июня 1946, Тбилиси) — советский и российский военный и государственный деятель, учёный, генерал-полковник (1997), Герой Российской Федерации (1997).
Заслуженный специалист Вооружённых Сил СССР (1990), доктор технических наук (1998), профессор (1999), действительный член Российской Академии естественных наук (1996) и Российской Академии ракетных и артиллерийских наук, действительный государственный советник Российской Федерации 1 класса (22.01.2002).

## Биография
Окончил среднюю школу.
В 1967 году окончил Воронежское авиационно-техническое училище, после чего служил в научно-исследовательских институтах и управлениях Министерства обороны СССР, где занимался созданием специальных средств защиты и экологического контроля, разработками и испытаниями новых образцов военной техники и средств противодействия техническим разведкам.
В 1974 году с отличием окончил Военно-воздушную инженерную академию имени А. Ф. Можайского.
С 1979 года служил старшим офицером в Управлении начальника вооружений Министерства обороны СССР, а с 1985 года служил в одном из главных управлений Генерального штаба Вооружённых Сил СССР.
Участвовал в Афганской войне и ликвидации последствий аварии на Чернобыльской АЭС, а также в служебной командировке в Антарктиде, где работал в составе международной комиссии по проверке метеостанций.
В 1992 году в звании полковника был назначен на должность начальника Управления экологии и средств специальной защиты Министерства обороны РФ, а в 1997 году в связи с его реорганизацией — на должность начальника Управления экологической безопасности Вооружённых Сил РФ. Генерал-майор (19.04.1993), генерал-лейтенант (5.05.1995).
Указом Президента РФ от 5 сентября 1997 года за мужество и героизм, проявленные при выполнении специального задания генерал-полковнику Сергею Ивановичу Григорову присвоено звание Героя Российской Федерации с вручением медали «Золотая Звезда» (№ 415).
В марте 1999 года был назначен на должность заместителя председателя, а в сентябре того же года — на должность председателя Государственной технической комиссии при Президенте РФ.
В 2001 году уволен с военной службы по достижении предельного возраста, но продолжил работать на занимаемой должности.
С июля 2004 года — директор Федеральной службы по техническому и экспортному контролю РФ, одновременно с августа 2004 года — председатель Межведомственной комиссии по защите государственной тайны РФ. С мая 2011 по июнь 2018 года — советник Президента РФ.
Проживает в Москве. Имеет двух дочерей — Дарья (род. в 1972, Ленинград) — врач-неонатолог, доктор медицинских наук и Екатерина (род. 19 марта 1981, Москва) — российская журналистка и ведущая программы «Погода-24» на телеканале «Россия-24».

## Научная деятельность
Является специалистом в области экологической безопасности и средств специальной защиты, автором научного открытия, а также более 50 научных трудов и изобретений. На вооружении российской армии и силовых структур России находятся десятки образцов военной техники и снаряжения, созданных под руководством или при его непосредственном участии.

## Классный чин
Действительный государственный советник Российской Федерации 1-го класса (2001 год).

## Награды
- Медаль «Золотая Звезда» Героя Российской Федерации  (1997)
- Орден «За заслуги перед Отечеством» III степени (2006)
- Два ордена Красной Звезды (1986, ...)
- Медали
- Государственная премия СССР — за достижения в области обороны и безопасности (1987)
- Орден Красного Знамени (Афганистан)
- Заслуженный специалист Вооружённых Сил СССР (1990)
- Почётная грамота Президента Российской Федерации (2016)